# Platyrrhinus albericoi
Platyrrhinus albericoi (Velazco, 2005) è un pipistrello della famiglia dei Fillostomidi diffuso nell'America meridionale.

## Descrizione

### Dimensioni
Pipistrello di medie dimensioni, con la lunghezza della testa e del corpo tra 90 e 110 mm, la lunghezza dell'avambraccio tra 62 e 63 mm, la lunghezza del piede tra 15 e 16 mm, la lunghezza delle orecchie tra 24 e 25 mm e un peso fino a 68 g.

### Aspetto
La pelliccia è lunga, con i singoli peli tricolori. Le parti dorsali sono marroni scure, con una striscia dorsale sottile ma visibile più chiara che si estende dalla zona tra le spalle fino alla groppa, mentre le parti ventrali sono marroni chiare. Il muso è Il muso è corto e largo. La foglia nasale è ben sviluppata e lanceolata. Due strisce bianche sono presenti su ogni lato del viso, la prima, più grande, si estende dall'angolo esterno della foglia nasale fino a dietro l'orecchio, mentre la seconda parte dell'angolo posteriore della bocca e termina alla base del padiglione auricolare. Sono presenti 1-2 lunghe vibrisse sulle guance. Le orecchie sono larghe, triangolari, ampiamente separate e con diverse pieghe poco marcate sulla superficie interna. Il trago è piccolo ed appuntito. Le ali sono attaccate posteriormente alla base dell'alluce. I piedi sono ricoperti di peli densi e lunghi. È privo di coda. L'uropatagio è ridotto ad una sottile membrana lungo la parte interna degli arti inferiori, con il margine libero densamente frangiato e a forma di U rovesciata. Il calcar è corto.

## Biologia

### Comportamento
Si rifugia in piccoli gruppi fino a 20 individui all'interno di grotte, cavità degli alberi, tunnel e nel denso fogliame. È stato osservato costruire tende con grandi foglie.

### Alimentazione
Si nutre di frutta di specie native di Ficus, Cecropia, Piper e Solanum.

### Riproduzione
Femmine gravide sono state osservate in gennaio, febbraio, marzo ed agosto, mentre altre che allattavano sono state catturate in marzo e settembre.

## Distribuzione e habitat
Questa specie è diffusa nelle regioni andine della Colombia, Ecuador, Perù, Bolivia e nel Venezuela nord-occidentale.
Vive nelle foreste umide montane e subtropicali tra 600 e 2.000 metri di altitudine.

## Conservazione
La IUCN Red List, considerato che questa specie è relativamente comune in tutto il suo areale eccetto la popolazione della Bolivia considerata vulnerabilea causa del suo habitat altamente fragile, classifica P.albericoi come specie a rischio minimo (Least Concern)).